# Говорящий Том и друзья
«Говорящий Том и Друзья» (англ. Talking Tom and Friends, до 2014 года — Talking Friends) — международная медиафраншиза мобильных игр, разработанная и принадлежащая британской компании Outfit7 Limited. Своим первым произведением известна с 2009 года, начиная с выпуска в App Store и Google Play серии мобильных приложений в жанре симулятор домашнего питомца, а именно — с игры «Talking Tom».
По состоянию на 2020 год в серии шесть персонажей (Говорящий Том, Говорящая Анджела, Говорящий Джинджер, Говорящий Бен, Говорящий Хэнк и Говорящая Бекка). В 2022 году выпущена игра «Говорящий Том: Гонка на время».

## Персонажи

### Говорящий Том
Говорящий Том (англ. Talking Tom) — главный герой во франшизе. Том — антропоморфный серый кот, искатель приключений, именуемый как «самый популярный в мире кот».
Говорящий Том — это полностью анимированный интерактивный 3D-персонаж, которого пользователи могут щекотать, тыкать и играть с ним в приложениях. Также пользователи могут заставить Тома повторять всё, что говорят ему. Его первое одноимённое приложение было выпущено в июле 2010 года на iOS, затем следует второе, «Говорящий Том 2», выпущенное в 2011 году.
Приложение «Мой Говорящий Том» было запущено в ноябре 2013 года. В этой игре пользователям предстоит помочь ему вырасти из котёнка во взрослого кота, ухаживать за ним, выбрать шерсть и одежду Тома на свой вкус, а также обустроить его дом. «Мой Том» набрал 11 миллионов загрузок и стал лучшей игрой в 135 странах мира в течение 10 дней со дня своего первого выпуска.
Том также появляется в других приложениях серии «Говорящий Том и Друзья»: «Talking Tom & Ben News», «Tom`s Love Letters», «Том любит Анджелу», «Talking Friends Superstar» и «Говорящий Том для Messenger». Также он участвует как гость в играх: «I Want To Be Big», «Talking Santa» и «Talking Pierre».
В мультсериале «Говорящий Том и Друзья» его озвучивает актёр Колин Хэнкс.

### Говорящая Анджела
Говорящая А́нджела (англ. Talking Angela) — белая кошка со светло-голубыми глазами, подруга Говорящего Тома в серии. Она — стильная кошечка с любовью к путешествиям и исполнению песен; музыкальные YouTube-хиты Анджелы набирают миллионы просмотров.
Приложение в жанре виртуальный собеседник «Говорящая Анджела» было выпущено в декабре 2012 года на iOS и в январе 2013 года для Android. В 2014 году вышла игра «Моя Говорящая Анджела»: в ней, как и в «Моём Томе», нужно приютить свою собственную кошечку Анджелу и вырастить её во взрослую. В отличие от «Моего Тома», «Моя Анджела» более реалистична. Говорящая Анджела появляется и в других приложениях от компании Outfit7: «Tom`s Love Letters», «Angela`s Valentine», «Том любит Анджелу», «Talking Friends Superstar» и «Talking Friends Cartoons». Анджела также появляется в качестве гостя в «I Want To Be Big».
В мультсериале «Говорящий Том и Друзья» её озвучивает YouTube-личность и актриса Лиза Шварц.

### Говорящий Джинджер
Говорящий Джинджер (ранее Рыжик) (англ. Talking Ginger) — антропоморфный семилетний рыжий котёнок.
Джинджер дебютировал в декабре 2011 года в игре «Talking Santa Meets Ginger». Его собственное приложение, «Говорящий Джинджер», было выпущено в августе 2012 года. Весёлое и образовательное, приложение, благодаря наличию в нём процессов подготовки ко сну и чистке зубов, было описано как «весёлое приключение для всей семьи». Он появился и в других приложениях: «Talking Ginger 2», «Talking Friends Cartoons», «Talking Friends Superstar» и «I Want To Be Big». Говорящий Джинджер также появляется в «Talking Santa», «Talking Santa Meets Ginger» и «Том любит Анджелу».
В мультсериале «Говорящий Том и Друзья» Джинджер часто упоминает о своих неизвестных родителях, называя их просто «мои родители», хотя они фактически никогда не появлялись ни в играх серии, ни в самом мультфильме. Также в описании серий мультфильма сказано, что Джинджер является не племянником Тома (как это было в другом мультсериале — «Talking Friends»), а просто «соседским ребёнком», участвующим в приключениях Тома и его друзей. Джинджера озвучивает Мария Бэмфорд.

### Говорящий Бен
Говорящий Бен (англ. Talking Ben) — антропоморфный двадцатипятилетний бурый пёс и лучший друг Тома.
Приложение «Talking Ben the Dog» было запущено в апреле 2011 года на iOS. Этот персонаж с любовью к науке также появился в «Talking Tom & Ben News» и «Talking Friends Cartoons». Он также появился как гость в «Talking Santa», «Talking Tom Cat 2» и «Говорящий Том для Messenger».
В мультсериале «Говорящий Том и Друзья» его озвучил Джеймс Адомиан.

### Говорящий Хэнк
Говорящий Хэнк (англ. Talking Hank) — антропоморфный сине-белый пёс с пламенной любовью к телевидению. Он — сосед Тома по комнате и «образец для подражания» Джинджера. Во Франции имя Хэнка переводится как Хонк (Honk), и он видел каждый ситком, сделанный с 1986 по 1994 год.
Хэнк имеет главное отличие от других персонажей серии — о первом его появлении становится известно в мультсериале (точнее, в пилотном выпуске, названном «Christmas audition»), а не в каком-либо приложении, как остальные. Тем не менее, он участвует в играх «Говорящий Том: бабл-шутер», «Говорящий Том: бег за золотом» и «Говорящий Том: бег за золотом 2». Отдельная игра о нём — «Мой Говорящий Хэнк» — вышла в декабре 2016 для Android и iOS.
В мультсериале «Говорящий Том и Друзья» Хэнка озвучивает актёр Томас Кенни, известный также своим озвучиванием персонажа Губки Боба в одноимённом мультсериале.

### Говорящая Бекка
Говорящая Бекка (англ. Talking Becca) — антропоморфная серая крольчиха, начинающая певица. Как и Хэнк, впервые появляется в мультсериале «Говорящий Том и Друзья». Также она присутствует в игре My Talking Tom Friends («Мой Говорящий Том: Друзья»), вышедшей летом 2020 года. Озвучивает Мария Бэмфорд.

### Удалённые персонажи
- Пьер — попугай, который негативно относится к играм. Помимо собственной игры, присутствовал в веб-сериале 2012 года «Talking Friends» наряду с четырьмя другими персонажами (Томом, Беном, Джинджером и Анджелой) и, по сюжету, являлся другом и соседом Тома и Бена. Однако, из-за низкой популярности Пьер был удалён из франшизы, а его роль друга главных героев была отдана Говорящему Хэнку.
- Джина — жирафа, один из поздних удалённых персонажей. В сериале «Talking Friends» выступала в качестве игрушки Джинджера.
- Ларри — птица, которая любит петь.
- Санта — дед, который дарит подарки. Один из ранних персонажей франшизы.
- Роби — робот, обожающий танцевать. В игре ему можно было поменять цвет.
- Малыш-бегемотик — очень добрый фиолетовый бегемот, который поможет во всём.
- Джон — бактерия, которая очень громко хохочет.
- Гарри — ёж, у которого всегда плохое настроение; пьёт энергетические напитки. Был убран из франшизы из-за своего страшного вида.
- Рекс — тираннозавр из удалённой игры Talking Rex. Любит есть сырое мясо.
- Лила — фея, которая любит петь.

## Пользовательский контент
Поклонники медиафраншизы используют интегрированные социальные медиа-функции в приложениях для создания и отправки друзьям записанного видео в социальные сети. Так, в пользовательских видео Говорящий Том из игры поёт песни Леди Гаги, танцует «Gangnam Style» и т. д.
Также с 2022 года Говорящий Бен обрёл популярность как интернет-мем на YouTube (в основном, ради IShowSpeed).

## Выпущенная продукция
Медиафраншиза «Говорящий Том и Друзья» расширилась за счёт второго экрана развлечения за год с момента своего запуска в 2010 году. В настоящее время существуют зарегистрированные товары с брендом, YouTube-музыкальные видеоклипы, YouTube-веб-мультсериалы, а также детский журнал.

### Музыка
Музыкальное видео Говорящего Тома и Говорящей Анджелы «You Get Me», созданное в сотрудничестве с Walt Disney Records и Hollywood Records в 2012 году, набрало более 300 миллионов просмотров на YouTube по состоянию на декабрь 2016 года. В конце 2012 года специально для игры «Говорящая Анджела» была записана соло-песня «That`s Falling in Love», набравшая 14 миллионов просмотров по статистике на июнь 2016 года.

### Журнал

Обложка журнала «Talking Tom и Друзья» (декабрь 2014)

Журнал «Talking Tom и Друзья» («Говорящий Том и Друзья») издавался на территории России, Украины и стран СНГ российской редакцией «Оригами» с декабря 2014-го по сентябрь 2016 года. Тираж каждого выпуска составлял 50 тыс. экземпляров, однако с номера 2/2016 выпуск уменьшился до 45 тыс. штук за номер.

### Веб-мультсериалы

#### Talking Friends
«Talking Friends» (Говорящие Друзья) — первый анимационный веб-сериал, транслирующийся на официальном YouTube-канале Disney. Сериал выпускался с 8 июня по 31 августа 2012 года при продюсерской поддержке американской студии Disney Interactive Studios. Состоит из десяти короткометражных (по 3-4 минуты) серий, после 31 августа 2012 года перестал выпускаться.

#### Talking Tom Shorts
«Talking Tom Shorts» (рус. Минимульты «Говорящий Том»), ранее «My Talking Tom Shorts» (рус. Минимульты «Мой Говорящий Том») — спин-офф-серия короткометражных мультфильмов, сюжет которых создан на основе игры «Мой Говорящий Том». Повествует о приключениях кота Тома («Моего Тома») в собственной игре. С 12 серии к Тому присоединилась кошка Анджела (что стало анонсом к выпуску в Google Play игры «Моя Говорящая Анджела»), а с 21-й — пёс Хэнк.
Многие серии мультсериала были приурочены к выходу обновлений «Моего Тома» (8 серия — к мини-игре «Flappy Tom») или новых игр компании Outfit7 (16 серия — к выходу игры «Mars Pop», а также вышеупомянутая 12 серия). Далее сюжеты последующих «минимультов» почти полностью потеряли связь с оригинальным приложением.

##### Список серий
|  | 1 | 47 | 13 Марта 2014 | 24 октября 2018 |
|  | 2 | 32 | 18 июля 2019  | -               |

| Первый сезон    |                                         |                                                                    |                                   |
| Первый сезон    | №                                       | Название                                                           | Дата выпуска                      |
| --------------- | --------------------------------------- | ------------------------------------------------------------------ | --------------------------------- |
| Первый сезон    | 1 (1)                                   | Red Alert / Красная кнопка                                         | 13 марта 2014 24 марта 2015       |
| Первый сезон    | 2 (2)                                   | Whack-A-Mouse / Бей мышей                                          | 27 марта 2014 31 марта 2015       |
| Первый сезон    | 3 (3)                                   | Aerobics / Аэробика                                                | 10 апреля 2014 7 апреля 2015      |
| Первый сезон    | 4 (4)                                   | Potions / Зелья                                                    | 24 апреля 2014 14 апреля 2015     |
| Первый сезон    | 5 (5)                                   | Lights Out / Туши свет                                             | 8 мая 2014 21 апреля 2015         |
| Первый сезон    | 6 (6)                                   | Round 1 / Первый раунд                                             | 22 мая 2014 28 апреля 2015        |
| Второй сезон    |                                         |                                                                    |                                   |
| №               | Название                                | Дата выпуска                                                       |                                   |
| 1 (7)           | Cans / Баки                             | 17 июля 2014 5 мая 2015                                            |                                   |
| 2 (8)           | Flappy Tom / Летающий Том               | 1 августа 2014 12 мая 2015                                         |                                   |
| 3 (9)           | Hat Troubles / Шляпные проблемы         | 14 августа 2014 19 мая 2015                                        |                                   |
| 4 (10)          | Be Serious! / Будь серьёзным!           | 28 августа 2014 26 мая 2015                                        |                                   |
| 5 (11)          | Makeover Madness / Безумные превращения | 11 сентября 2014 2 июня 2015                                       |                                   |
| 6 (12)          | Who`s The Boss?! / Кто в доме хозяин?!  | 13 ноября 2014 9 июня 2015                                         |                                   |
| Третий сезон    | №                                       | Название                                                           | Дата выпуска                      |
| Третий сезон    | 1 (13)                                  | Cookie War / Война за печеньки                                     | 26 февраля 2015 22 июля 2015      |
| Третий сезон    | 2 (14)                                  | My Turn! / Моя очередь!                                            | 26 марта 2015 6 августа 2015      |
| Третий сезон    | 3 (15)                                  | Operation Opera / Операция «Опера»                                 | 11 июня 2015 20 августа 2015      |
| Третий сезон    | 4 (16)                                  | Bubble for Bubble / Пузырёк за пузырёк                             | 6 августа 2015                    |
| Третий сезон    | 5 (17)                                  | The Art of Packing / Искусство упаковки                            | 27 августа 2015 3 сентября 2015   |
| Третий сезон    | 6 (18)                                  | Attack of the Bookworm / Атака книжного червя                      | 11 сентября 2015 24 сентября 2015 |
| Третий сезон    | 7 (19)                                  | Super Suction / Сила притяжения                                    | 12 ноября 2015                    |
| Третий сезон    | 8 (20)                                  | Hit the Road / В дорогу!                                           | 11 февраля 2016 18 февраля 2016   |
| Третий сезон    | 9 (21)                                  | Helping Hand / Рука помощи                                         | 14 апреля 2016                    |
| Четвёртый сезон | №                                       | Название                                                           | Дата выпуска                      |
| Четвёртый сезон | 1 (22)                                  | Power Pirates / Сила пиратов                                       | 26 мая 2016                       |
| Четвёртый сезон | 2 (23)                                  | Save me! / Спаси меня!                                             | 7 июля 2016 9 июля 2016           |
| Четвёртый сезон | 3 (24)                                  | Wake Up! / Проснись!                                               | 25 августа 2016 1 сентября 2016   |
| Четвёртый сезон | 4 (25)                                  | Sticky Jellies / Липкое желе                                       | 13 октября 2016 1 февраля 2018    |
| Четвёртый сезон | 5 (26)                                  | What Should Angela Wear? / Что надеть Анджеле?                     | 10 ноября 2016 22 февраля 2018    |
| Четвёртый сезон | 6 (27)                                  | Hank’s Glasses / Очки Хэнка                                        | 21 декабря 2016 22 марта 2018     |
| Четвёртый сезон | 7 (28)                                  | Tangled in Space / Запутавшиеся в космосе                          | 28 декабря 2016 5 апреля 2018     |
| Четвёртый сезон | 8 (29)                                  | Piano Battle / Битва на пианино                                    | 9 февраля 2017 19 апреля 2018     |
| Четвёртый сезон | 9 (30)                                  | The Apple Up the Rock / Яблоко на скале                            | 9 марта 2017 —                    |
| Четвёртый сезон | 10 (31)                                 | Balloon Battle / Бой воздушными шарами                             | 6 апреля 2017 —                   |
| Четвёртый сезон | 11 (32)                                 | The Last Cereal (Shopping Drift) / Последний злак (Торговый дрифт) | 4 мая 2017 —                      |
| Четвёртый сезон | 12 (33)                                 | The Final Sticker / Последний стикер                               | 25 мая 2017 —                     |
| Четвёртый сезон | 13 (34)                                 | Upside Down Prank / Шалость вверх ногами                           | 7 июля 2017 —                     |
| Четвёртый сезон | 14 (35)                                 | Unboxing Gifts / Распаковка подарков                               | 26 июля 2017 —                    |
| Четвёртый сезон | 15 (36)                                 | Toilet Trouble / Туалетная проблема                                | 7 сентября 2017 —                 |
| Четвёртый сезон | 16 (37)                                 | Scary Movie / Фильм ужасов                                         | 26 октября 2017 —                 |
| Четвёртый сезон | 17 (38)                                 | Monkey Business / Обезьянье дело                                   | 6 декабря 2017 —                  |

#### «Говорящий Том и Друзья»
В 2015 году Outfit7 Limited запустила второй 52-серийный мультсериал «Говорящий Том и Друзья», созданный по мотивам игр и персонажей, участвующих в них. Первые три сезона шоу выпускались австрийской анимационной студией «arx anima»; начиная с четвёртого сезона, производством занимается испанская студия People Moving Pixels.

#### Talking Tom and Friends Minis
Для японского и корейского YouTube-каналов в феврале 2016 года был выпущен отдельный мультсериал «Talking Tom and Friends Minis» (яп. トーキング・トム・アンド・フレンズ・ミニズ То: кингу То: му андо Фурендзу Минидзу; кор. 토킹톰앤프렌즈 미니즈; рус. Говорящий Том и друзья Мини), нарисованный в аниме-стиле тиби. Выпускается компанией-правообладателем Outfit7 в совместной работе со студией Plenus. Позднее, в марте, данный сериал стал доступен и на остальных каналах (включая оригинальный английский). После 14 серии выходит преимущественно на английском канале (канал Talking Tom Heroes).
Длительность каждого эпизода — примерно 3-4 минуты. Также была пилотная (нулевая) серия.
| №  | Название                                                               | Дата выпуска                      | Описание (знаете этот мультсериал?) |
| -- | ---------------------------------------------------------------------- | --------------------------------- | --- |
| 1  | The Big Move / Большой переезд                                         | 3 марта 2016 17 марта 2016        | Говорящий Том и друзья переезжают на новое место. Им весело, хоть и приходится попотеть. (Первая серия) |
| 2  | A Rough Start / Трудное начало                                         | 17 марта 2016 24 марта 2016       | Несмотря на их лучшие намерения, у Говорящего Тома и друзей выдалось тяжёлое утро. Давайте узнаем, что случилось.                                                                                                 |
| 3  | Boy Meets Girl / Мальчик встречает девочку                             | 31 марта 2016 14 апреля 2016      | Том собирается в гости к Анджеле, но вынужден ждать снаружи на холоде, пока она собирается. |
| 4  | The Perfect Dress / Идеальное платье                                   | 5 мая 2016                        | Анджела заказывает по интернету идеальное платье, но доставка никак не приходит. |
| 5  | Spring Date / Весеннее свидание                                        | 19 мая 2016                       | Том и Анджела отправляются на пикник в парке. Пробежит ли между ними искра? |
| 6  | Part Time Job / Подработка                                             | 2 июня 2016                       | Работа Тома в кафе утомительна, но его друзья приходят навестить его и подбодрить. |
| 7  | Camping Trip / Турпоход                                                | 16 июня 2016                      | Нет ничего лучше, чем отправиться в увлекательную поездку. Если только в машине не заканчивается бензин! У этих друзей закончился бензин в машине и им нужно постараться в этом походе.                           |
| 8  | Fortune Cookies / Печенье с предсказаниями                             | 30 июня 2016                      | Говорящему Тому и Говорящей Анджеле попадаются абсолютно разные предсказания в печенье. У Анджелы плохие предсказания, но у Тома хорошие предсказания.                                                            |
| 9  | Tom’s Sick Day / Том заболел                                           | 14 июля 2016                      | Говорящая Анджела злится из-за того, что Говорящий Том не пришёл на их свидание. Но что заставило его так поступить?                                                                                              |
| 10 | A Big Thank You / Большое спасибо                                      | 28 июля 2016                      | Говорящий Том готовит для Говорящей Анджелы большой сюрприз, но вдруг что-то идёт не по плану. |
| 11 | Workout Time / Пора на тренировку                                      | 11 августа 2016                   | Говорящей Анджеле удаётся затащить Говорящего Тома в тренажёрный зал, но тренировка даётся Тому сложнее, чем он себе представлял.                                                                                 |
| 12 | Tom’s New Love / Новая любовь Тома                                     | 25 августа 2016                   | Говорящий Том в восторге от своей новой игры «Говорящий Том: бег за золотом» (она была выпущена в реальности), но это значит, что он стал уделять меньше внимания Говорящей Анджеле. Сможет ли она ему простить?  |
| 13 | Diet Plan / План диеты                                                 | 8 сентября 2016 14 сентября 2016  | Говорящая Анджела позволяет зловредным весам внушить ей, что ей нужно сесть на диету. |
| 14 | Horror Movie Night / Вечер фильмов ужасов                              | 15 сентября 2016 23 сентября 2016 | Ууу! Когда команда решает устроить вечер фильмов ужасов, дома у Говорящего Тома становится жутковато. |
| 15 | Love is in the Air / Любовь витает в воздухе                           | 22 сентября 2016 25 января 2018   | Когда Говорящий Том берётся помогать по дому, Говорящая Анджела начинает обращать внимание на его внешность. Это значит, что он ей нравится?!                                                                     |
| 16 | Summer Heat / Летняя жара                                              | 29 сентября 2016 8 февраля 2018   | С приходом жары поднимается температура и проявляются темпераменты. Кто останется хладнокровным? |
| 17 | Micro Tom / Микро-Том                                                  | 6 октября 2016 15 марта 2018      | Удар молнии! Говорящий Том должен был хорошенько подумать, прежде чем выходить на крышу во время грозы… |
| 18 | Messy Guests / Неряшливые гости                                        | 13 октября 2016 29 марта 2018     | Приятный выходной Говорящей Анджелы заканчивается, когда к ней в гости приходят Говорящий Том и его друзья. |
| 19 | Underground Adventure / Подземное приключение                          | 20 октября 2016 12 апреля 2018    | Говорящий Том помогает Говорящей Анджеле в саду, и тут они находят спрятанный секрет. Прислушаются ли они к знакам и оставят его в покое? Или же станут исследовать?                                              |
| 20 | Angela’s Lost Phone / Потерянный телефон Анджелы                       | 30 ноября 2016 26 апреля 2018     | Катастрофа! Говорящая Анджела потеряла свой телефон. Говорящий Том отправляется на поиски телефона, но сможет ли он его найти?                                                                                    |
| 21 | Camera Shy / Боязнь камеры                                             | 7 декабря 2016                    | Свет, камера, ЗАМРИ! Говорящий Том «деревенеет», когда его фотографируют. Но поскольку Говорящая Анджела хочет сделать красивое совместное фото, то он намерен избавиться от привычки.                            |
| 22 | Lonely Boy Ginger / Джинджеру одиноко                                  | 14 декабря 2016                   | Говорящему Джинджеру выдался плохой день. Все его друзья заняты, и ему не с кем провести время. Поймут ли друзья, что ему одиноко, и помирятся с ним?                                                             |
| 23 | The Lost Drone / Потерянный дрон                                       | 22 декабря 2016                   | Неисправный дрон оставил Говорящего Джинджера без его любимой игрушки. Сможет ли Говорящий Бен вернуть её? |
| 24 | New Year’s Wishes / Новогодние желания                                 | 29 декабря 2016                   | Новый год уже совсем близко! Друзья готовятся отпраздновать его вместе. Удастся ли им собраться вовремя к обратному отсчёту до полуночи?                                                                          |
| 25 | Tom Against The Machine / Том против автомата                          | 8 февраля 2017                    | Говорящая Анджела хочет игрушку из игрового автомата. Сможет ли Говорящий Том выиграть её для неё? |
| 26 | Cooking Contest / Кулинарное соревнование                              | 15 февраля 2017                   | Говорящая Анджела приходит в ярость, когда видит Говорящего Хэнка на кухне. Но может ли она готовить? |
| 27 | Angela Can’t Sleep / Анджела не может уснуть                           | 22 февраля 2017                   | Когда Анджела не может заснуть ночью, Говорящий Том пытается помочь ей. Но сработает ли это? |
| 28 | Night of Shooting Stars / Ночь падающих звёзд                          | 1 марта 2017                      | Говорящий Том и его друзья стоят на крыше в ожидании метеоритного дождя. Но ни одной падающей звезды не видно! Удастся ли им не заснуть, пока они не увидят хоть что-нибудь?                                      |
| 29 | Tom Needs Help / Тому нужна помощь                                     | 8 марта 2017                      | Говорящему Тому не повезло — он сломал руку! Говорящая Анджела вызывается помочь, но становится ли от этого лучше или хуже?!                                                                                      |
| 30 | Sneezing Tom and the Flower Festival / Чихающий Том и фестиваль цветов | 19 апреля 2017                    | На дворе весна, и Говорящая Анджела хочет пойти на фестиваль цветов! Но, как назло, аллергия Говорящего Тома разыгралась… Сможет ли он сдержать своё чихание?                                                     |
| 31 | Keep Away! / Держись подальше!                                         | 26 апреля 2017                    | У Говорящего Тома с Говорящим Хэнком возникли бытовые проблемы. Смогут ли они разобраться или только сделают хуже?                                                                                                |
| 32 | Ginger Wants to Sleep / Джинджер хочет спать                           | 3 мая 2017                        | Всё, чего хочет Говорящий Джинджер — это спать! Но для этого ему нужна подходящая кровать. С таким выбором кроватей друзей, какую же он выберет?                                                                  |
| 33 | Selfie Superstar / Звезда селфи                                        | 10 мая 2017                       | У Говорящего Тома спецзадание! Он хочет получать больше лайков к своим фото. Как Говорящей Анджеле это так легко даётся…?                                                                                         |
| 34 | Angela’s Pink Cake / Розовый торт Анджелы                              | 24 мая 2017                       | Говорящая Анджела испекла торт, но её друзья не уверены, что это будет съедобно. Пора готовить план! |
| 35 | Ginger the Date Crasher / Незваный гость Джинджер                      | 7 июня 2017                       | Говорящий Джинджер становится третьим колесом на свидании Говорящего Тома и Говорящей Анджелы. Что они собираются делать?                                                                                         |
| 36 | The Movie Kiss / Поцелуй в кино                                        | 21 июня 2017                      | Романтика в воздухе! Говорящий Том очень хочет поцеловать Говорящую Анджелу, но время всегда неподходящее. Выпадет ли ему удачный момент?                                                                         |
| 37 | Hungry Hank / Голодный Хэнк                                            | 5 июля 2017                       | Говорящий Хэнк пытается привести себя в форму, и Говорящая Анджела решает ему помочь. Сможет ли он держаться подальше от своей любимой нездоровой пищи?                                                           |
| 38 | The Flood / Потоп                                                      | 19 июля 2017                      | Кап… Кап… УХХ! То, что начинается с нескольких капель дождя, вскоре превращается в огромный ливень. С этой сумасшедшей дырой над домом, сможет ли Говорящий Бен избежать наводнения?                              |
| 39 | Angela the Detective / Детектив Анджела                                | 2 августа 2017                    | Кто-то накалякал на рисунке Говорящей Анджелы! Но кто? Чтобы решить эту загадку, Анджела становится детективом. Кто из её друзей это совершил?                                                                    |
| 40 | No Time for Friends / Нет времени на друзей                            | 16 августа 2017                   | Говорящий Том пользуется популярностью! Но это вызывает у него стресс. Друзья-мальчишки с одной стороны, Говорящая Анджела с другой — как и с кем он выберет гулять? Вот это дилемма!                             |
| 41 | Bzzz! Annoying Mosquito / Бззз! Назойливый комар                       | 30 августа 2017                   | Посреди ночи Говорящий Том и Говорящий Хэнк слышат назойливый писк комара. Смогут ли они поймать его или проведут бессонную ночь?                                                                                 |
| 42 | Swimming Pool Challenge / Челлендж в бассейне                          | 13 сентября 2017                  | Всплеск! День в бассейне на крыше превращается в тотальную водную битву между друзьями. Кто победит? |
| 43 | Hank Must Go / Хэнк должен уйти                                        | 27 сентября 2017                  | Ого! Говорящий Том и Говорящий Хэнк серьёзно ссорятся. Чем это закончится? |
| 44 | Angela on Mystery Island / Анджела на таинственном острове             | 11 октября 2017                   | Говорящая Анджела оказывается на необитаемом острове с картой сокровищ. Отправится ли она на поиски сокровищ с картой или отправит сигнал SOS своим друзьям?                                                      |
| 45 | No Fun for Ginger / Нет веселья для Джинджера                          | 25 октября 2017                   | Джинджер заболел! Но он не хочет оставаться в постели, он хочет идти на пляж. Смогут ли друзья заставить его отдохнуть и выздороветь?                                                                             |
| 46 | The Skateboard Kid / Юный скейтбордист                                 | 8 ноября 2017                     | Говорящий Том хочет покататься на скейтборде, чтобы впечатлить Говорящую Анжелу, но у него не получается. Пока не приходит учитель…                                                                               |
| 47 | Camera! Action! / Камера! Мотор!                                       | 22 ноября 2017                    | Говорящий Хэнк снимает фильм, и все его друзья участвуют! Но некоторые больше, чем другие… Поможет ли озорство на съёмочной площадке сделать или сломать фильм?                                                   |
| 48 | Tom the Bodyguard / Том-телохранитель                                  | 6 декабря 2017                    | Гадалка нагадала Говорящей Анджеле, что она в опасности! Сможет ли Говорящий Том уберечь её? |
| 49 | A Gift for Angela / Подарок для Анджелы                                | 20 декабря 2017                   | У Говорящего Тома появилась лучшая идея для особого праздничного подарка Говорящей Анджеле — держать её в тепле и показать, насколько сильно он заботится о ней. Но может ли он воплотить свою идею в реальность? |
| 50 | Winter Championship / Зимний чемпионат                                 | 3 января 2018                     | Говорящий Том и друзья играют в снегу и пытаются выяснить, кто получил то, что нужно, чтобы стать чемпионом зимних игр! Пусть победит лучший снеговик…                                                            |
| 51 | The Unlucky Gift / Неудачный подарок                                   | 17 января 2018                    | Это день, когда дарят подарки, но есть неприятный сюрприз внутри. Кому будет не повезло открыть его? |
| 52 | Angela’s Birthday Surprise / Сюрприз на день рождения Анджелы          | 31 января 2018                    | Сегодня день рождения Анджелы, но Говорящий Том забыл об этом! Смогут ли ребята вовремя провести потрясающий праздник?                                                                                            |
| 53 | Lunar New Year Celebrations / Празднование Лунного Нового Года         | 14 февраля 2018                   | Идёт снег, и банда готовит дом к празднованию Лунного Нового года. Но где Говорящий Хэнк? |
| 54 | Smartphone Diet / Смартфонная диета                                    | 14 марта 2018                     | Смартфон Говорящей Анджелы сломался. Какой шок! Теперь Говорящий Том должен развлекать её, пока её смартфон ремонтируется.                                                                                        |
| 55 | The Flying Machine / Летательный аппарат                               | 28 марта 2018                     | Говорящий Том ремонтирует сломанный летательный аппарат и берёт своих друзей в приключение. Но на горизонте шторм…                                                                                                |
| 56 | Lost in the Forest / Затерянные в лесу                                 | 25 апреля 2018                    | Говорящий Том и его друзья отправляются в путешествие по лесу. Но их банда разлучается во время похода. Удастся ли им снова найти друг друга? (Последняя серия)                                                   |

## Лицензирование и мерчандайзинг
«Talking Tom and Friends» запустили линию интерактивных игрушек под названием «Superstar» в 2012 году. Плюшевые игрушки говорят и взаимодействуют с несколькими приложениями из серии, а также друг с другом, используя передовую систему распознавания голоса.
В сентябре 2016 года в Хэппи Мил Макдональдс была выпущена другая серия интерактивных пластмассовых игрушек Говорящего Тома. Также сайт Happy Meal Studios разработал игру, которую можно разблокировать посредством соединения с игрушками через сеть.

## Игры серии
В 2010 году Outfit7 Limited выпустила свою первую игру — Talking Tom (с англ. — Говорящий Том). В 2016 году Outfit7 переработала игру.
| Дата | Название игры              | Платформа | Платформа | Платформа     | Платформа     | Текущий статус |
| Дата | Название игры              | Android   | iOS       | Amazon Kindle | Windows Phone | Текущий статус |
| ---- | -------------------------- | --------- | --------- | ------------- | ------------- | -------------- |
| 2010 | Talking Robby              | Да        | Да        | Да            | Да            | Удалена        |
| 2011 | Talking Ginger             | Да        | Да        | Нет           | Да            | Доступна       |
| 2011 | Talking Tom 2              | Да        | Да        | Да            | Да            | Доступна       |
| 2011 | Talking Ben                | Да        | Да        | Да            | Да            | Доступна       |
| 2012 | Talking Pierre             | Да        | Да        | Да            | Да            | Пока доступна  |
| 2011 | Talking Santa              | Да        | Да        | Да            | Нет           | Удалена        |
| 2011 | Talking Santa Meets Ginger | Да        | Да        | Да            | Нет           | Удалена        |
| 2011 | Talking Gina               | Да        | Да        | Да            | Да            | Удалена        |
| 2012 | Talking Tom & Ben News     | Да        | Да        | Да            | Нет           | Доступна       |
| 2012 | Tom’s Love Letters         | Да        | Да        | Да            | Да            | Удалена        |
| 2012 | Tom Loves Angela           | Да        | Да        | Да            | Нет           | Удалена        |
| 2012 | Talking Angela             | Да        | Да        | Да            | Да            | Доступна       |
| 2013 | Talking Ginger 2           | Да        | Да        | Да            | Да            | Доступна       |
| 2013 | My Talking Tom             | Да        | Да        | Да            | Да            | Доступна       |
| 2014 | My Talking Angela          | Да        | Да        | Да            | Да            | Доступна       |
| 2015 | Talking Tom Jetski         | Да        | Да        | Нет           | Да            | Удалена        |
| 2015 | Talking Tom Bubble Shooter | Да        | Да        | Да            | Да            | Удалена        |
| 2016 | Talking Tom Gold Run       | Да        | Да        | Да            | Да            | Доступна       |
| 2017 | My Talking Hank            | Да        | Да        | Нет           | Нет           | Доступна       |
| 2018 | My Talking Tom 2           | Да        | Да        | Да            | Да            | Доступна       |
| 2019 | Talking Tom Hero Dash      | Да        | Да        | Да            | Да            | Доступна       |
| 2020 | My Talking Tom Friends     | Да        | Да        | Нет           | Нет           | Доступна       |
| 2020 | Talking Tom Aeroplane Run  | Да        | Да        | Да            | Да            | Удалена        |

У Outfit7 также была игра Talking Tom Camp, однако в настоящее время она недоступна,а ещё в 2025 году вышли игры "Мой говорящий Том друзья 2" и "Мой говорящий Том друзья мир"

## Награды
- «Мой Говорящий Том» выиграл глобальное соревнование «Tabby Award» в 2014 году в номинации «Самая лучшая игра для iPad: дети, воспитание и семья»[12].
- «Мой Том» также победил на «Tabby Awards Users’ Choice» в 2014 году в двух категориях: «Самая лучшая игра для iPad: дети, воспитание и семья» и «Самая лучшая игра для Android: головоломки, карты и семья»[13].
- Плюшевые игрушки Тома и Бена были награждены в 2012 году австралийской ассоциацией индустрии игрушек в номинации «Лучшие лицензированные игрушки для девочек»[14].
- Мультсериал «Говорящий Том и друзья» выиграл «Cablefax Program Awards» и был назван «лучшим анимационным сериалом 2016 года»[15].

## Мировое распространение и признание
В настоящий момент франшиза «Говорящий Том и друзья» популярна и известна во всём мире. С июня 2010 года все выпущенные игры набрали свыше 3 миллиардов загрузок суммарно, а по статистике на июль 2016-го — 4,5 миллиарда.
В 2014—2018 годах были созданы официальные интернациональные видеоканалы «Talking Tom and Friends» (в порядке последовательного появления: бразильский (2014), русский (2015), испанский (2015), японский (2015—2016), корейский (2016), китайский (2017), французский (2017), итальянский (2017), арабский (2017), индийский (2017) и турецкий (2018)), где (кроме японского) в том числе были выложены дубляжи пилота и мини-эпизодов мультсериала «Говорящий Том и друзья». Также на этих каналах выходят дубляжи основного мультсериала.